# مادیان سبز (فیلم)
مادیان سبز (انگلیسی: The Green Mare) فیلمی به کارگردانی کلود اوتان-لارا است. از بازیگران آن می‌توان به بورویل، ایو روبر، و ساندرا میلو اشاره کرد.